# Automanijak
Automanijak je srpski internet portal posvećen pružanju informacija o automobilima, kao i pomoći prilikom izbora novog ili polovnog vozila. Podaci koji su dostupni na stranici su prevashodno prikupljani iz javnih izvora i zvaničnih stranica proizvođača, ali su jednim delom proizvod povratnih informacija posetilaca portala.

## Istorija
Portal je zvanično pušten u rad marta 2016. godine kao proizvod agencije GAMA1 Solutions iz Beograda, u čijem je vlasništvu i danas. Funkcionalnosti koje je Automanijak inicijalno nudio su uključivale podatke o markama, modelima i varijantama automobila, informacije o pogonskim agregatima (motorima), osnovno poređenje atributa dva različita automobila i Virtuelni Savetnik™ - alat za pronalaženje idealnog automobila na osnovu parametara unetih od strane korisnika.
Nedugo potom, u aprilu 2016. godine, pojavila se i međunarodna verzija Automanijaka na engleskom jeziku (Automaniac), kao i Facebook stranica posvećena portalu.
U maju iste godine je pokrenut blog na kome je osnivač portala, a pod pseudonimom Automanijak, objavljivao članke, uz subjektivan osvrt na teme iz oblasti automobilizma. Tokom godina je objavljeno nešto manje od 100 članaka, od kojih je nekolicina rezultat pisanja gostujućih blogera.
Jun 2016 godine je doneo novu funksionalnost na portalu u vidu automobilskih oznaka, uz listu automobila koji su svaku od tih oznaka nosili.
Godinu dana nakon puštanja u rad, odnosno u martu 2017. godine, funkcionalnost poređenja automobila je značajno unapređena automatski generisanim tekstom preko koga je, a na osnovu dostupnih objektivnih parametara i povratnih informacija korisnika, Virtuelni Savetnik™ davao svoj izbor između dva ponuđena vozila.
U septembru iste godine je započela saradnja sa kompanijom Ringier Serbia doo i njihovim portalom MojAuto.rs. To je za rezultat imalo prikazivanje adekvatnih automobilskih oglasa portala MojAuto.rs na stranicama portala Automanijak, kao i Automanijak vidžeta na stranicama oglasa. Pored toga, nekoliko popularnih tekstova sa Automanijak bloga su objavljeni u odeljku Blic Auto, kao i nedeljnom dodatku uz štampano izdanje Blic novina.
U skladu sa trendovima, a usled povećanja posete sa mobilnih uređaja, portal je potpuno redizajniran u oktobru 2019. godine, kada je dobio novi vizuelni identitet i logo koji je aktuelan i danas.
Nakon nešto više od četiri godine postojanja, portal Automanijak je dobio i svoju treću verziju, ovoga puta namenjenu nemačkom govornom području (Automanie).
U julu 2020. godine srpska verzija portala je ušla u prvih 1.000 svetskih internet sajtova po poseti iz Republike Srbije.
Oktobra iste godine je objavljena knjiga sa 58 najpopularnijih tekstova sa bloga pod naslovom Automanijak u srcu, u izdanju Projuris-a.
Mesec dana kasnije, u novembru 2020. godine, dodata je podrška za električne automobile.
U decembru 2021. godine je po drugi put unapređena funkcionalnost poređenja automobila, ovaj put vizuelnim prikazom preklopljenih silueta automobila koji se porede.

## Funkcionalnosti
- Specifikacije - Osnovne tehničke informacije o konkretnom modelu (kategorija, bezbednost), varijanti tog modela (karoserija, dimenzije, slike), motoru koji je u njega ugrađen (proizvođač, gorivo, kubikaža, snaga) i performansama (ubrzanje, potrošnja goriva) automobila koji je kombinovanjem svega toga dobijen. Uz svaki automobil su dostupne recenzije vozača uz procente kvarova po kategorijama, prikupljene sa svih vozila u koje je konkretan motor ugrađivan.
- Virtuelni Savetnik™ - Alat za pronalaženje idealnog automobila (kombinacije modela, varijante i motora) na osnovu parametara izabranih od strane korisnika. Pojednostavljeni mod podrazumeva slajdere čijim povlačenjem korisnik definiše važnost određenih aspekata, kao što su bezbednost, ekonomičnost, pouzdanost i sl. Napredni mod pruža mogućnost detaljnijeg filtriranja rezultata, na osnovu pogonskog goriva, oblika karoserije, zemlje proizvodnje i dr.
- Poređenje automobila - Uporedni prikaz tehničkih karakteristika dva izabrana vozila, njihovih preklopljenih silueta u odnosu 1 prema 1, kao i tekstualni opis mišljenja Virtuelnog Savetnika™ u slučaju izbora između konkretnih automobila. Kategorije poređenja obuhvataju opšti pregled, bezbednost, pouzdanost, performanse i ekonomičnost.
- Automobilske oznake - Baza oznaka koje proizvođači koriste prilikom obeležavanja svojih automobila, kao što su TDI, 4Matic, Type-R i sl. Automobili su tagovani jednom ili više oznaka svoje matične kompanije ili neke druge partnerske kompanije, dok svaka oznaka sadrži listu automobila koji je nose, nezavisno od proizvođača.
- Blog - Skup autorskih tekstova vlasnika portala, a iz oblasti automobilizma i srodnih tema, povezanih u nekoliko kategorija:
  - Iskustva
  - Demistifikujem
  - Promašaji auto industrije
  - Neopravdano zapostavljeni
  - Okršaj
  - Popularni motori
  - Opasniji nego što izgleda
  - Moji automobili
- Pretraga istorije vozila - U saradnji sa kompanijom carVertical dostupan je alat za pretragu istorije automobila (kilometraža, održavanje, udesi, krađa) na osnovu broja šasije.

## Ograničenja
Portal Automanijak ne sadrži podatke o svim modelima automobila kroz istoriju, već podskup modela koji ispunjavaju sledeće kriterijume:
- Model je bio u proizvodnji 2000. godine ili kasnije (ovo isključuje Audi 80, BMW E30 i sl.)
- Model je (bio) značajno zastupljen na evropskom tržištu (ovo isključuje Buick, Lincoln i sl.)
- Model je proizveden u relevantnom broju primeraka (ovo isključuje Rolls Royce, Pagani i sl.)

## Brojke
| godina | broj poseta | broj korisnika |
| ------ | ----------- | -------------- |
| 2024   | 4.960.000   | 2.210.000      |
| 2023   | 5.234.000   | 2.353.000      |
| 2022   | 3.810.000   | 1.716.000      |
| 2021   | 3.335.000   | 1.444.000      |
| 2020   | 2.820.000   | 1.237.000      |
| 2019   | 2.108.000   | 938.000        |
| 2018   | 1.224.000   | 645.000        |
| 2017   | 354.000     | 168.000        |
| 2016   | 60.000      | 48.000         |

| Država              | Zastupljenost |
| ------------------- | ------------- |
| Srbija              | 64%           |
| Bosna i Hercegovina | 12%           |
| Hrvatska            | 9%            |
| Crna Gora           | 6%            |
| Severna Makedonija  | 2%            |
| Nemačka             | 2%            |
| Ostalo              | 5%            |

| tip podataka      | broj podataka |
| ----------------- | ------------- |
| proizvođači       | 47            |
| modeli vozila     | 1.600         |
| pogonski agregati | 2.300         |
| konkretna vozila  | 14.400        |